# Evstaphiy Pechlevanidis
Evstaphiy Pechlevanidis   (Ximkent, 30 d'octubre de 1960), també conegut com a Yevstafi Alkiviadorovich Pekhlevanidi (rus: Евстафий Алкивиадорович Пехлеваниди), és un exfutbolista kazakh, d'origen grec, de la dècada de 1980.
Pel que fa a clubs, defensà els colors de Kairat i Levadiakos.